# Vincenc Strouhal

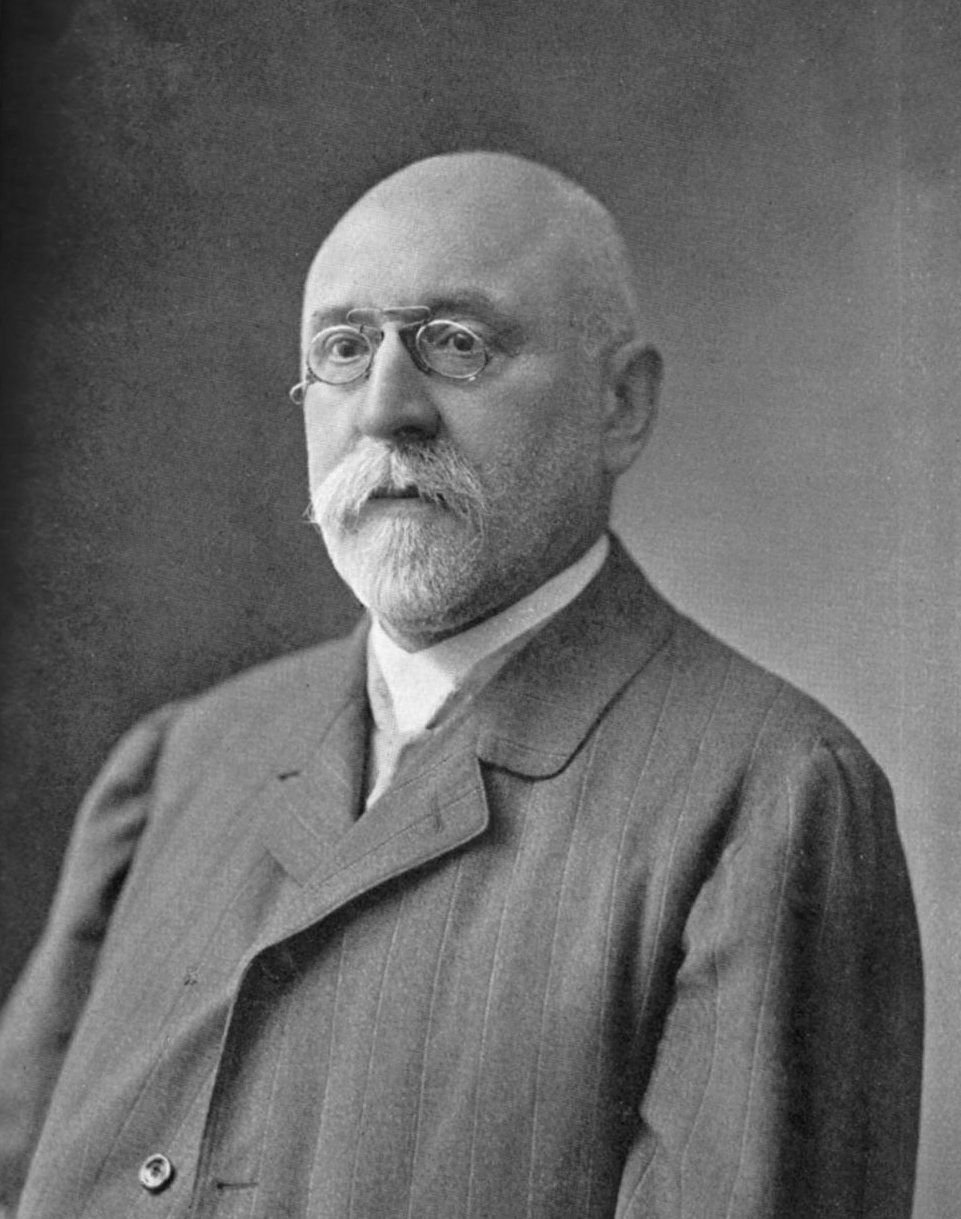
Vincenc Strouhal

Vincenc Strouhal (Čeněk Strouhal) (Seč, 10 de abril de 1850 – Praga, 26 de enero de 1922) fue un físico checo, especialista en el campo de la física experimental y en hidrodinámica. Fue uno de los fundadores del Departamento de Física de la Universidad Carolina de Praga, de la cual fue también rector entre 1903 y 1904.
En su honor se nombró como (7391) Strouhal un asteroide del cinturón de asteroides, descubierto en 1983; así como el número adimensional conocido como número de Strouhal, utilizado en mecánica de fluidos.